# Cidade transcontinental

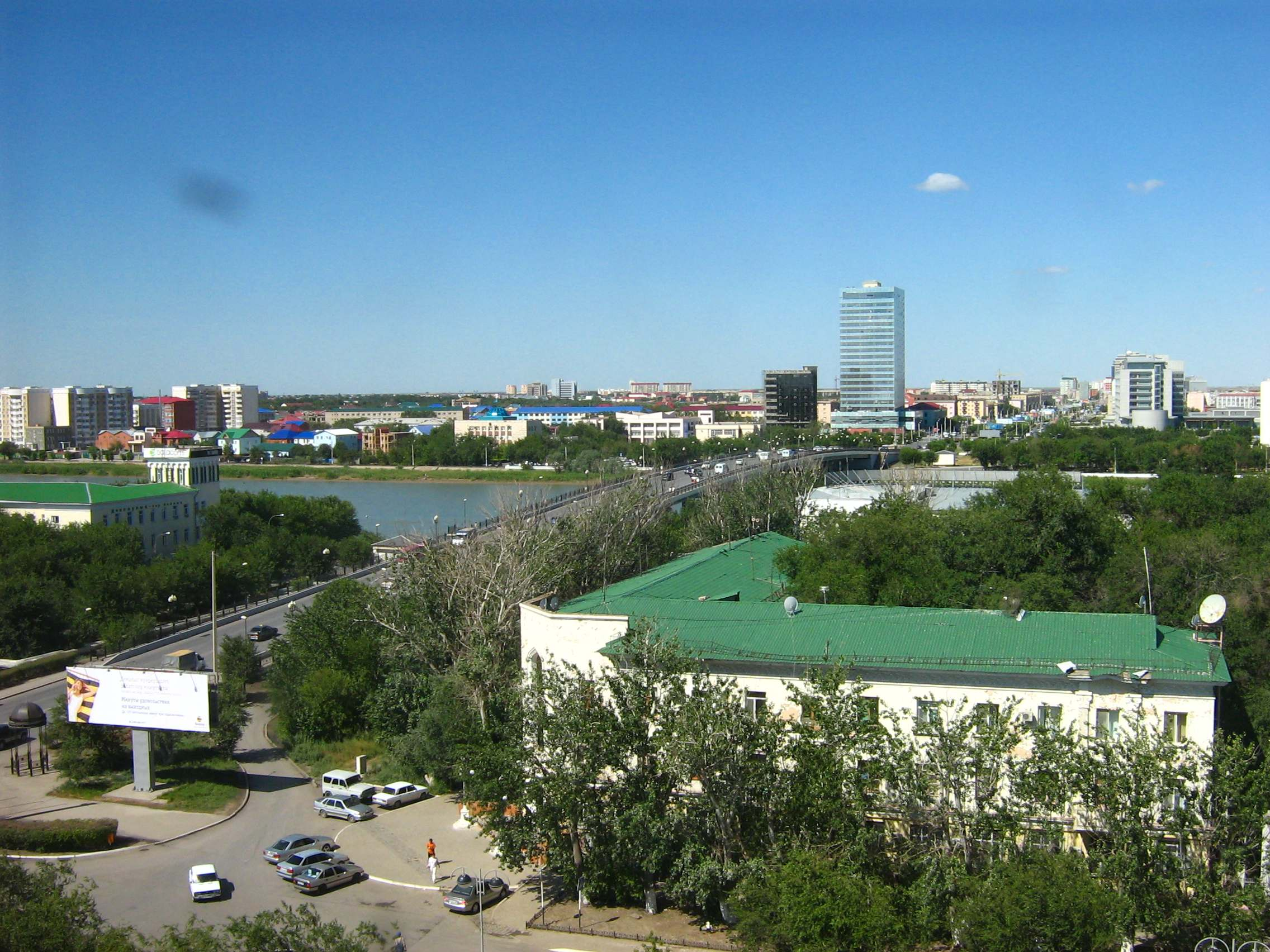
Atyrau, ponte sobre o rio Ural.

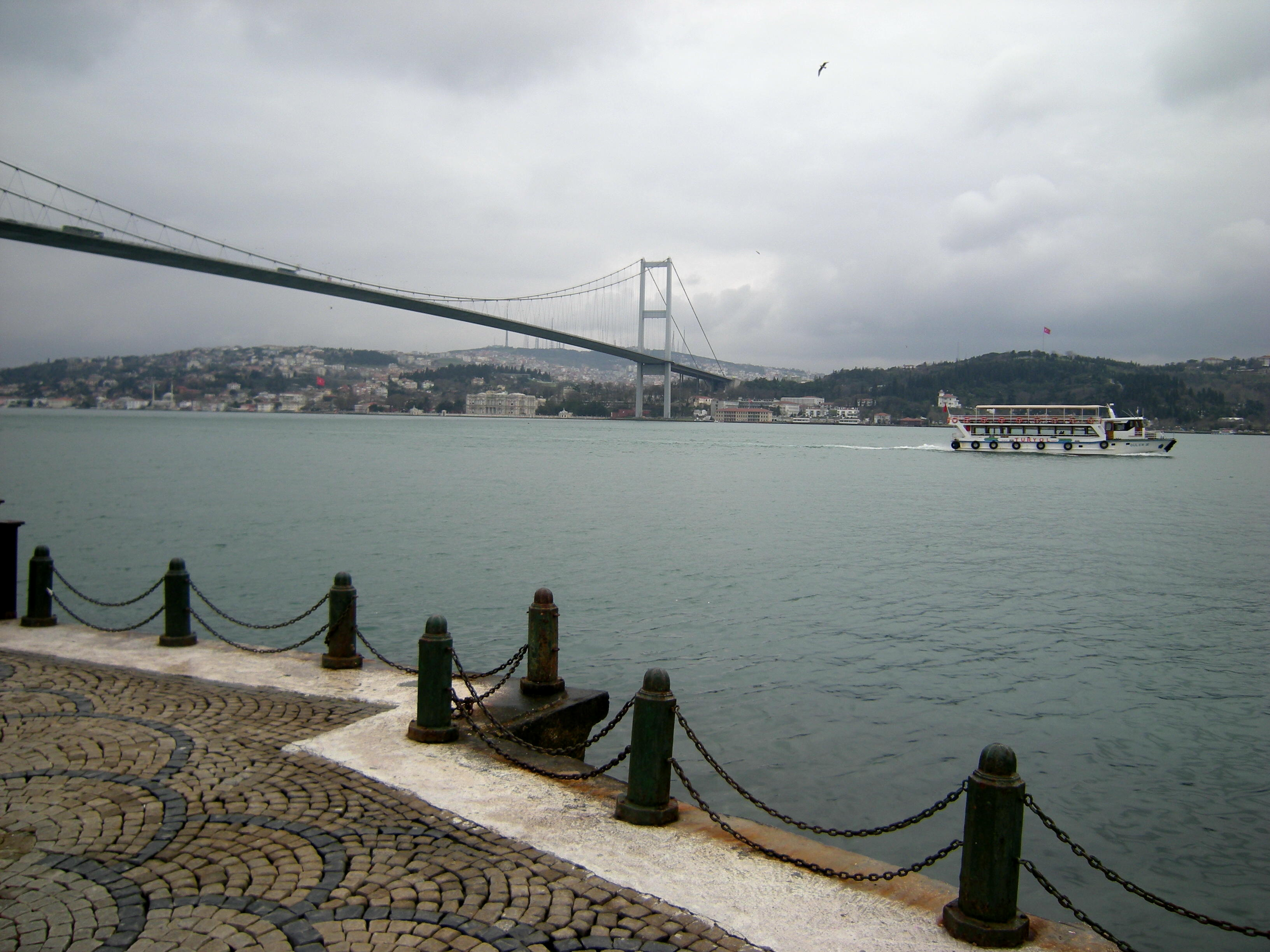
Istambul, Ponte do Bósforo.

Uma cidade transcontinental é uma cidade que se estende por mais de um continente. Uma cidade pode ser transcontinental se atravessar uma fronteira transcontinental terrestre, ou se tem ilhas associadas a um continente diferente daquele em que se encontra a cidade. As seguintes são exemplos:
- Atyrau, cidade no Cazaquistão Ocidental, dividida pela foz do rio Ural. A maior parte da sua extensão está na Ásia, mas uma pequena parte fica na Europa.[1]
- Istambul, a maior cidade da Turquia é o exemplo mais conhecido. O Bósforo separa as partes europeia e asiática. Fica na Província de Istambul, com 65% dos residentes em 19 distritos da Europa e os 35% restantes nos 12 distritos da parte pertencente à Ásia.
- Oremburgo, cidade da Rússia nas margens do rio Ural. A sua maior parte é considerada europeia, mas para sul a cidade cruza o rio, logo entra em território asiático.
- Suez, cidade no Egito junto ao canal do Suez, na província do Suez. Quase toda a cidade fica em África, mas uma pequena porção estende-se para leste, na Ásia.

Cidades que, embora não sendo transcontinentais, ficam nas proximidades de fronteiras intercontinentais e são centros nevrálgicos das suas áreas metropolitanas:
- Çanakkale, cidade asiática da Turquia, perto dos Dardanelos, que a separam dos seus bairros europeus. Faz parte da megalópole de Istambul-Bursa-Çanakkale, que inclui toda a zona metropolitana do noroeste da Turquia.
- Colón, cidade do Panamá, com o canal do Panamá a dividi-la dos subúrbios na América do Norte.¹
- Ismaília, cidade africana de Egipto, dividida pelo canal de Suez, que a separa dos seus bairros na Ásia.
- Oral, cidade europeia no Cazaquistão que, dividida pelo rio Ural, fica longe das cidades cazaques da Ásia.
- Cidade do Panamá, cidade na América do Sul dividida dos seus bairros na América do Norte pelo canal do Panamá.[2]
- Port Said, cidade egípcia dividida pelo canal do Suez de dos seus bairros na Ásia.

## Cidades com ilhas dependentes

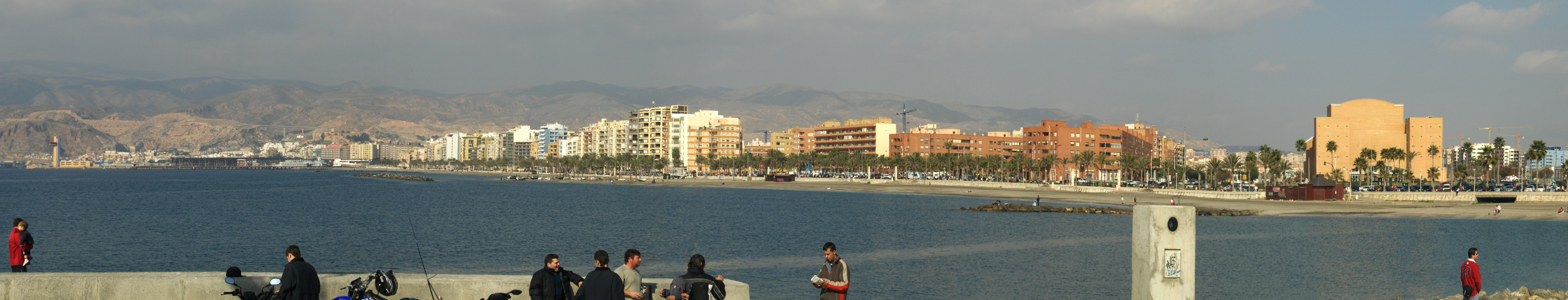
Almería

- Almería, cidade espanhola na costa mediterrânica. A maior parte do município está no continente europeu, mas a si pertence a Ilha de Alborão, que se situa mais perto de África que da Península Ibérica. Uma pequeníssima fração da sua área é africana.
- Cidade do Cabo, a capital legislativa de África do Sul. Inclui as Ilhas do Príncipe Eduardo, e pode ser considerada como transcontinental pois esse arquipélago é tido como parte da Antártida. Cerca de 25.8% da cidade consiste nestas ilhas.
- Caracas, a capital e maior cidade da Venezuela. Administra as ilhas caribenha da Dependências Federais, incluindo a Ilha de Aves, por vezes associada com a América do Norte.
- Tóquio, a capital e principal cidade do Japão. As ilhas japonesas no Pacífico para sul e sudeste, incluindo Minami Torishima, são parte dela. Pode ser considerada como cidade transcontinental pois estas ilhas integram a Oceania.

Cidade do Cabo, Caracas e Tóquio poderão ser tecnicamente consideradas cidades transcontinentais, se a inclusão das ilhas distantes desabitadas se aceitar como suficiente. Podem ser consideradas transcontinentais geograficamente, mas não demograficamente. Almería é transcontinental dada a inclusão de uma ilha africana a 90 km do núcleo urbano com uma base militar. Os outros exemplos são cidades claramente contíguas e transcontinentais.